# Tour de l'Espoir 2018
Le Tour de l'Espoir 2018 est la 1re édition du Tour de l'Espoir, une compétition cycliste sur route réservée aux coureurs masculins de moins de 23 ans. Il est organisé du 31 janvier au 4 février 2018 au Cameroun. Il comprend quatre étapes entre Douala et Yaoundé. Il est remporté par le Rwandais Joseph Areruya. Le Rwanda remporte le classement par équipe et se qualifie ainsi pour le Tour de l'Avenir 2018.

## Équipes
Le plateau est composé de quinze délégations nationales, pour la plupart africaines (Afrique du Sud, Algérie, Burkina Faso, Cameroun, Côte d'Ivoire, Égypte, Érythrée, Éthiopie, Mali, Maroc, Maurice, République démocratique du Congo, Rwanda, Tunisie). Le Viêt Nam est la seule formation non africaine présente au départ.

## Déroulement
Les deux premières étapes sont dominées par la sélection érythréenne, avec tout d'abord la victoire inaugurale de Natnael Mebrahtom à Douala, qui s'empare de la tête du classement général. Le lendemain, c'est son coéquipier Daniel Habtemichael qui s'impose lors de la deuxième étape, confortant ainsi la mainmise érythréenne sur l'épreuve. La troisième étape, organisée dans les faubourgs de Yaoundé, emprunte notamment l'ascension de la côte de Mvolyé et sa pente à 7,8 % sur près d'un kilomètre. L'équipe du Rwanda réalise un coup de force, avec le doublé à l'arrivée de Samuel Mugisha et Joseph Areruya, ce dernier endossant par la même occasion le maillot de leader. La dernière étape voit de nouveau la victoire d'un coureur érythréen, Henok Mulubrhan, au terme d'une journée marquée entre autres par la chute de son leader Natnael Mebrahtom, qui perd toute chance de figurer sur le podium final, composé respectivement de Joseph Areruya et de deux coureurs marocains, El Mehdi Chokri et Mohcine El Kouraji. Également victorieuse du classement par équipes, l'équipe du Rwanda obtient ainsi une place pour disputer le prochain Tour de l'Avenir.

## Étapes
| Étape     | Date             | Villes étapes   | Distance (km) | Vainqueur d’étape   | Leader du classement général | Maillot vert     | Maillot à pois  | Meilleure équipe |
| --------- | ---------------- | --------------- | ------------- | ------------------- | ---------------------------- | ---------------- | --------------- | ---------------- |
| 1re étape | mer. 31 janvier  | Douala          | 92            | Natnael Mebrahtom   | Natnael Mebrahtom            | Zemenfes Solomon |                 | Érythrée         |
| 2e étape  | jeu. 1er février | Idenau – Douala | 147           | Daniel Habtemichael | Natnael Mebrahtom            | Zemenfes Solomon | Henok Mulubrhan | Érythrée         |
| 3e étape  | sam. 3 février   | Yaoundé         | 93,4          | Samuel Mugisha      | Joseph Areruya               | Joseph Areruya   | Joseph Areruya  | Rwanda           |
| 4e étape  | dim. 4 février   | Akono - Yaoundé | 71,5          | Henok Mulubrhan     | Joseph Areruya               | Joseph Areruya   | Henok Mulubrhan | Rwanda           |